# Mac OS X 10.6
Mac OS X 10.6 (codenaam: Snow Leopard) is de zevende versie van Mac OS X, Apples client en server besturingssysteem voor Macintosh computers.
Snow Leopard is de opvolger van Mac OS X 10.5 (Leopard). Het besturingssysteem was sinds 28 augustus 2009 beschikbaar in de winkel.
Snow Leopard werd voor het eerst publiekelijk bekendgemaakt op de Worldwide Developers Conference van 2009. Snow Leopard kon gekocht worden via de Apple website voor €29 voor een enkele licentie. Doordat de prijs laag was, lagen de verkopen aanzienlijk hoger dan die van voorgaande versies. Snow Leopard kwam twee jaar na de introductie van Leopard, de op een na langste tijd tussen twee Mac OS X releases (de tijd tussen Tiger en Leopard was de langste).
Anders dan de voorgaande versies van Mac OS X, lagen de doelstellingen van Snow Leopard in verbeterde prestaties, hogere efficientie en het verminderen van geheugenomvang. Het toevoegen van nieuwe functies waren geen primaire overweging; de naam was bedoeld om de verfijning van het voorgaande OS aan te duiden. Veel van de bestaande programma's in Mac OS X waren herschreven voor deze uitgave om beter gebruik te maken van de vernieuwde hardware. Dit is ook de eerste Mac OS X uitgave sinds System7 die geen PowerPC processors meer ondersteunt, vanwege de focus op de Apple-Intel architectuur. PowerPC applicaties worden nog wel via de optionele installatie van Rosetta ondersteund.
Snow Leopard werd opgevolgd door OS X Lion (versie 10.7) op 20 juli 2011. Apple verkoopt Snow Leopard nog steeds via de online winkel aan gebruikers die deze versie nodig hebben voor upgrades naar latere versies van OS X, die worden aangeboden in de Mac App Store, of voor het draaien van een virtualisatie van Snow Leopard met als doel het draaien van oudere PowerPC-software.

## Compatibiliteit
Mac OS X 10.6 draait op Macintosh-computers die voorzien zijn van een Intel-processor (x86- en x86-64-architectuur). PowerPC-processoren worden niet langer ondersteund. De voorgaande besturingssystemen Mac OS X 10.4 (Tiger) en Mac OS X 10.5 (Leopard) kwamen nog uit als universal binary, en waren zowel voor PPC- als voor Intel-processoren geschikt.

## Systeemeisen
De algemene vereisten voor Snow Leopard zijn:
- Mac met een Intel-processor
- Ten minste 1 GB intern geheugen
- 5 GB vrije schijfruimte
- DVD-eenheid voor installatie

## Technologieën en programma's
In Mac OS X 10.6 zijn een aantal nieuwe technologieën toegepast. Het besturingssysteem (de cliënt-versie) bevat weinig nieuwe functies. De update richt zich vooral op stabiliteit en bouwt voort op de functionaliteit van Leopard (10.5). Enkele innovaties zijn:
- 64-bit: Leopard ondersteunde 64-bits software al volledig. Snow Leopard ondersteunt 64-bits hardware nu volledig en RAM tot 16 terabyte[3] is mogelijk.
- Een veel kleinere OS schijfbelasting. Hierdoor neemt de Snow Leopard grofweg de helft minder in gebruik dan zijn voorganger, en hebben gebruikers maximaal 7 GB extra schijfruimte vrij.
- Mail, Adresboek en iCal: uitgebreid met ondersteuning voor Microsoft Exchange, net zoals in iPhone OS 2.0.
- Finder: dit bestandsbeheerprogramma is al jaren gebouwd in Carbon, een API die werd ontworpen om de transitie van Classic naar Mac OS X te vergemakkelijken. Deze taal is al verouderd en niet optimaal. De Finder van Snow Leopard is herschreven in de nieuwere Cocoa API (ook gebruikt in de iPhone-programma's). Hierdoor is dit belangrijke programma van het besturingssysteem voorbereid voor de 64-bits-architectuur en het levert betere prestaties. Het OS op zichzelf presteert hierdoor beter.
- Grand Central Dispatch: Een verzameling technologieën die het gebruik van multicore-processoren optimaliseert.
- OpenCL: een open programmeertaal en platform begonnen door Apple en ook ondersteund door andere bedrijven en organisaties, zou de ongebruikte (gigantische) rekenkracht van de GPU gebruiken voor normale CPU-berekeningen. Hierdoor worden de algemene prestaties sterk verbeterd.
- QuickTime X: meer codecs en betere afspeelefficiëntie. Ook de interface is onder handen genomen.
- Safari 4 introduceert Top Sites, Cover Flow, VoiceOver, en ingebouwde crash-beveiliging die ervoor zorgt dat browser crashes veroorzaakt door plug-ins, nu in een apart proces worden gedraaid.

De 10.6.6 update introduceerde ondersteuning voor de Mac App Store, Apple's online distributieplatform voor OS X programma's.

### Verbeteringen aan de gebruikers interface
Ondanks dat de Finder applicatie compleet herschreven was in Cocoa, heeft dit niet tot een compleet andere gebruikersomgeving geleid. In plaats daarvan is de interface aangepast voor gebruiksgemak. Deze veranderingen zijn:
- De "stoplicht" titelbalk knoppen zijn iets lichter in uiterlijk en hebben minder diepte dan in Leopard (10.5).
- Exposé kan nu vensters weergeven voor een enkel programma door links te klikken en het icoon vast te houden in het Dock. Vensters worden nu gerangschikt in een raster.
- Contextuele menu's in Dock iconen hebben meer opties en een nieuw uiterlijk met een semi-transparante achtergrond en witte tekst.
- Een optie is toegevoegd aan de Finder-voorkeuren om de zoek voorkeuren aan te passen. De standaard instelling kan aangepast worden om (1) de gehele computer te doorzoeken, (2) alleen te zoeken in de huidige map van waaruit de zoekactie was gestart, of (3) te zoeken op de vorige instelling.
- Mappen in het Dock kunnen als stapel worden getoond, en in plaats van een Finder venster te openen, ook rechtstreeks documenten te tonen vanuit het Dock.
- De standaard gamma is aangepast van 1,8 naar 2,2 om de kleurbehoefte van digitale content producenten beter te dienen.
- Vensters kunnen nu rechtstreeks geminimaliseerd worden op hun programma-icoon in het dock.[4]
- Snellere PDF en JPEG icoon updates.[5]
- Bij het zoeken naar een wifi-netwerk toont het AirPort menubalk icoon een animatie totdat een netwerk is gevonden. Het laat de zendsterkte van de beschikbare netwerken zien in een snelmenu van het icoon.
- Snow Leopard sluit sneller af en gaat sneller naar de sluimerstand.[6]

## Versiegeschiedenis
Oud Apple-baas Steve Jobs kondigde Snow Leopard aan op de WWDC op 9 juni 2008, en het werd persoonlijk gedemonstreerd aan ontwikkelaars door het Hoofd Software, Bertrand Serlet. De eerste publieke demonstratie van Snow Leopard werd gegeven op de WWDC 2009 door Bertrand Serlet en Craig Federighi.
| Versie | Build   | Datum             | Opmerkingen |
| ------ | ------- | ----------------- | --- |
| 10.6   | 10A432  | 28 augustus 2009  | Eerste dvd versie |
| 10.6   | 10A433  | 28 augustus 2009  | Eerste dvd versie voor Mac OS X 10.6 Server |
| 10.6.1 | 10B504  | 10 september 2009 | Problemen met dvd weergave, printer stuurprogramma's, het dock en Mail zijn opgelost.                                                                                    |
| 10.6.2 | 10C540  | 9 november 2009   | |
| 10.6.3 | 10D573  | 29 maart 2010     | |
| 10.6.3 | 10D575  | 1 april 2010      | Tweede dvd versie |
| 10.6.3 | 10D578  | 13 april 2010     | |
| 10.6.4 | 10F569  | 15 juni 2010      | Problemen met toetsenbord en trackpad, bestandsbewerkingen op SMB servers, en bewerken van foto's in volledig scherm zijn opgelost.                                      |
| 10.6.5 | 10H574  | 10 november 2010  | Deze update bevat bugfixes en verbeteringen voor Exchange en stabiliteit en prestatie voor grafische applicaties en spellen. Een bug met printproblemen is ook opgelost. |
| 10.6.6 | 10J567  | 6 januari 2011    | Introductie van de Mac App Store |
| 10.6.7 | 10J869  | 21 maart 2011     | Oplossing voor problemen met sommige SMB servers, en fouten in de Mac App Store.                                                                                         |
| 10.6.7 | 10J3250 | 21 maart 2011     | Macbook Pro begin 2011 versie |
| 10.6.7 | 10J4138 | 4 mei 2011        | Macbook Pro begin 2011 versie |
| 10.6.8 | 10K540  | 23 juni 2011      | |
| 10.6.8 | 10K549  | 25 juli 2011      | Maakt systemen gereed voor upgrade naar OS X Lion, betere ondersteuning voor IPv6 en VPN.                                                                                |